# ROH World Six-Man Tag Team Championship
Il ROH World Six-Man Tag Team Championship è un titolo di wrestling, appartenente alla categoria tag team a sei lottatori di proprietà della Ring of Honor ed è detenuto da Jay White, Austin Gunn e Colten Gunn.

## Storia
Fu inaugurato il 2 dicembre 2016 con un torneo a otto squadre e i partecipanti furono: 
- ACH/Lio Rush, Jay White e Kushida
- The Addiction (Christopher Daniels e Frankie Kazarian) e Kamaitachi
- The Briscoes (Jay Briscoe e Mark Briscoe) e Toru Yano
- Bullet Club (Adam Cole, Matt Jackson e Nick Jackson)
- The Cabinet (Caprice Coleman, Kenny King e Rhett Titus)
- Jason Kincaid, Leon St. Giovanni e Shaheem Ali
- The Kingdom (Matt Taven, TK O'Ryan e Vinny Marseglia)
- Team CMLL (Hechicero, Okumura e Último Guerrero)

## Albo d'oro
| #  | Team                                          | Regni       | Data              | Luogo                              | Evento                         | Note | Fonti |
| -- | --------------------------------------------- | ----------- | ----------------- | ---------------------------------- | ------------------------------ | --- | ----- |
| 1  | The Kingdom                                   | 1           | 2 dicembre 2016   | New York                           | Final Battle                   | Sconfiggono in finale il team di Lio Rush, Kushida e Jay White                                                     |       |
| 2  | Bully Ray e The Briscoes                      | 1           | 11 marzo 2017     | Las Vegas                          | Ring of Honor Wrestling        | |       |
| 3  | Dalton Castle & The Boys                      | 1           | 23 giugno 2017    | Lowell                             | Best in the World              | |       |
| 4  | Bullet Club (Adam Page e Matt e Nick Jackson) | 1           | 20 agosto 2017    | Edimburgo                          | War of The Worlds UK           | Il titolo è stato vinto dagli Young Bucks e Adam Page ma viene difeso da tutta la stable grazie alla Freebird Rule |       |
| 5  | SoCal Uncensored                              | 1           | 9 marzo 2018      | Las Vegas                          | ROH 16th Anniversary           | È stato un Las Vegas Street Fight match                                                                            |       |
| 6  | The Kingdom                                   | 2           | 9 maggio 2018     | Lowell                             | War of the Worlds              | |       |
| 7  | Bullet Club (Cody e The Young Bucks)          | 1 (1, 2, 2) | 21 luglio 2018    | Atlanta                            | Ring of Honor Wrestling        | |       |
| 8  | The Kingdom                                   | 3           | 4 novembre 2018   | Columbus                           | Survival of the Fittest        | |       |
| 9  | Villain Enterprises                           | 1           | 16 marzo 2019     | Sunrise Manor                      | Ring of Honor Wrestling        | |       |
| 10 | MexiSquad                                     | 1           | 11 gennaio 2020   | Atlanta                            | Saturday Night at Center Stage | Flip Gordon ha sostituito PCO                                                                                      |       |
| 11 | Shane Taylor Promotions                       | 1           | 10 febbraio 2021  | Baltimora                          | ROH TV                         | |       |
| 12 | Righteous                                     | 1           | 11 dicembre 2021  | Baltimora                          | Final Battle                   | |       |
| 13 | Dalton Castle & The Boys                      | 2           | 23 luglio 2022    | Lowell                             | Death Before Dishonor          | |       |
| 14 | The Embassy (Brian Cage, Toa Liona, Kaun)     | 1 (1, 1, 2) | 10 dicembre 2022  | Arlington                          | Final Battle                   | |       |
| 15 | The Elite (Adam Page e Young Bucks)           | 1 (2, 3, 3) | 20 settembre 2023 | Flushing                           | AEW Rampage                    | | [ 3 ] |
| 16 | Mogul Embassy (Brian Cage, Toa Liona, Kaun)   | 2 (2, 2, 3) | 1 novembre 2023   | Louisville                         | AEW Dynamite                   | | [ 4 ] |
| 17 | Jay White, Austin Gunn e Colten Gunn          | 1°          | 21 aprile 2024    | North Charleston, Carolina del Sud | AEW Dynamite                   | | [ 5 ] |